# Davide Nicola
Pour les articles homonymes, voir Nicola.
Davide Nicola, né le 5 mars 1973 à Luserna San Giovanni, est un  footballeur italien. Il évoluait au poste de défenseur latéral avant de se reconvertir comme entraîneur.

## Biographie
Davide Nicola joue principalement en faveur du Genoa CFC, du Ternana Calcio et de l'AC Lumezzane.
Après sa carrière de joueur, il se lance directement dans une carrière d'entraîneur, en prenant en main l'équipe de Lumezzane, club de Lega Pro Prima Divisione (troisième division). En juin 2012, il prend en main l'équipe de Livourne.
Le 4 juin 2025, et alors qu'il avait réussi à maintenir le club en Serie A avec une quinzième place finale, Davide Nicola est cependant remercié par Cagliari.